# Kenneth Kaunda International Airport
Kenneth Kaunda International Airport is de internationale luchthaven in Zambia. Ze ligt nabij de stad Lusaka. Tot 2011 was dit de Lusaka International Airport, de naamswijziging kwam er als eerbetoon aan Kenneth Kaunda, de eerste president van het land.
De luchthaven wordt aangevlogen door onder meer Air Botswana, Air Namibia, Air Link, Emirates, Ethiopian Airlines, Fastjet, Kenya Airways, Malawian Airlines, Proflight Zambia, RwandAir, South African Airways, South African Express en TAAG Angola Airlines